# Kele Okereke
Kelechukwu Rowland (Kele) Okereke (Liverpool, 13 oktober 1981) is de zanger en gitarist bij de Britse postpunkgroep Bloc Party. Hij en gitarist Russell Lissack stichtten Bloc Party in 1999, oorspronkelijk onder de naam Union. Gordon Moakes en Matt Tong voegden zich later bij de band, respectievelijk als basgitarist en drummer.
In 2010 bracht hij het solo-album The Boxer uit. Op de single Ready 2 go van Martin Solveig is Kele te horen als zanger.

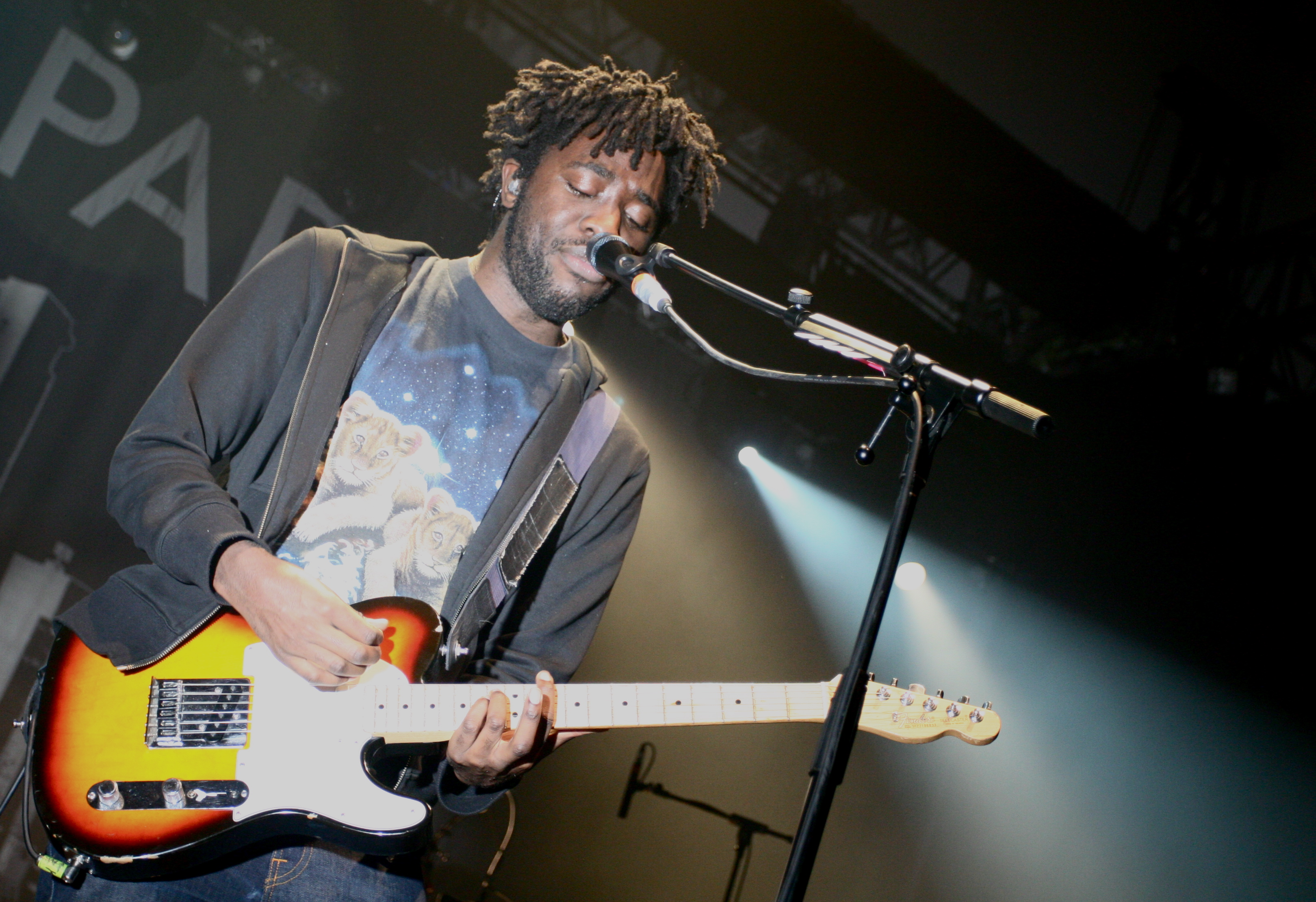

## Discografie

### Albums
| Album met hitnotering(en) in de Vlaamse Ultratop 200 albums | Datum van verschijnen | Datum van binnenkomst | Hoogste positie | Aantal weken | Opmerkingen |
| ----------------------------------------------------------- | --------------------- | --------------------- | --------------- | ------------ | ----------- |
| The boxer                                                   | 18-06-2010            | 03-07-2010            | 41              | 4            |             |

### Singles
| Single met eventuele hitnotering(en) in de Nederlandse Top 40 | Datum van verschijnen | Datum van binnenkomst | Hoogste positie | Aantal weken | Opmerkingen                                      |
| ------------------------------------------------------------- | --------------------- | --------------------- | --------------- | ------------ | ------------------------------------------------ |
| Ready 2 go                                                    | 18-03-2011            | 21-05-2011            | 24              | 7            | met Martin Solveig / Nr. 52 in de Single Top 100 |

| Single met hitnotering(en) in de Vlaamse Ultratop 50 | Datum van verschijnen | Datum van binnenkomst | Hoogste positie | Aantal weken | Opmerkingen        |
| ---------------------------------------------------- | --------------------- | --------------------- | --------------- | ------------ | ------------------ |
| Tenderoni                                            | 03-05-2010            | 12-06-2010            | tip4            | -            |                    |
| Everything you wanted                                | 19-07-2010            | 21-08-2010            | tip29           | -            |                    |
| Ready 2 go                                           | 2011                  | 23-04-2011            | tip15           | -            | met Martin Solveig |
| What did I do?                                       | 19-09-2011            | 12-11-2011            | tip6            | -            | met Lucy Taylor    |

- Bibliothèque nationale de France: cb16212411s (data)
- Gemeinsame Normdatei: 1082789976
- International Standard Name Identifier: 0000 0001 1480 9626
- Library of Congress Control Number: no2009083162
- MusicBrainz: 20b93f37-ab3c-4ed0-bf70-b61978f00e99
- Virtual International Authority File: 88559090
- WorldCat: E39PBJc3KJbHggfBTxPKbWmKh3